# Новобаскаково
Новобаскаково (баш. Яңы Баҫкаҡ) — деревня в Кушнаренковском районе Республики Башкортостан Российской Федерации. Входит в состав Старогумеровского сельсовета. Русская деревня, где большинство населения составлял русский народ. В 50—60 годах там была у них своя ферма, склады, почта, кузница, храм.

## География

### Географическое положение
Находится на левом берегу реки Кармасан, в месте впадения реки Сартовки.
Расстояние до:
- районного центра (Кушнаренково): 40 км,
- центра сельсовета (Старогумерово): 7 км,
- ближайшей ж/д станции (Уфа): 54 км.

## Население
| 2002 | 2009 | 2010 |
| ---- | ---- | ---- |
| 9    | ↘7   | →7   |

Национальный состав
Согласно переписи 2002 года, преобладающая национальность — башкиры (89 %).